# Ruspae
Ruspae (łac. Dioecesis Ruspensis) – stolica historycznej diecezji w Cesarstwie Rzymskim, w prowincji Byzacena, sufragania metropolii Kartagina. Obecnie katolickie biskupstwo tytularne położone w Tunezji.

## Biskupi tytularni
| Lp. | Biskup                                   | Funkcja                                                                         | Od                  | Do                   |
| --- | ---------------------------------------- | ------------------------------------------------------------------------------- | ------------------- | -------------------- |
| 1   | Vincenzo de Via                          | biskup - koadiutor Tinos-Mykonos (Grecja)                                       | 19 grudnia 1757     | 31 stycznia 1762     |
| 2   | Manuel Obellar OP                        | wikariusz apostolski Wschodniego Tonking (Wietnam)                              | 29 stycznia 1778    | 7 września 1789      |
| 3   | Grgo Iljić OFM                           | wikariusz apostolski Bośni (Bośnia i Hercegowina)                               | 30 września 1796    | 1 czerwca 1799       |
| 4   | Edward Bede Slater OSB                   | wikariusz apostolski Przylądka Dobrej Nadziei i terenów przyległych (Mauritius) | 18 czerwca 1816     | 15 lipca 1832        |
| 5   | Romualdo Jimeno Ballestros OP            | biskup Cebu (Filipiny)                                                          | 2 sierpnia 1832     | 19 stycznia 1846     |
| 6   | Spiridion-Salvatore-Costantino Buhadgiar | wikariusz apostolski Tunisu (Tunezja)                                           | 8 sierpnia 1884     | 31 sierpnia 1884     |
| 7   | Spiridion Poloméni                       | biskup pomocniczy Kartaginy (Tunezja)                                           | 27 lutego 1892      | 12 września 1930     |
| 8   | Joseph-Louis-Aldée Desmarais             | biskup Amos (Kanada)                                                            | 30 stycznia 1931    | 22 czerwca 1939      |
| 9   | Thomas Tien Ken-sin SVD                  | wikariusz apostolski Yanggu (Chiny)                                             | 11 lipca 1939       | 18 lutego 1946       |
| 10  | Joseph Carroll McCormick                 | biskup pomocniczy Filadelfii (Stany Zjednoczone)                                | 11 stycznia 1947    | 25 czerwca 1960      |
| 11  | David Monas Maloney                      | biskup pomocniczy Wichita (Stany Zjednoczone)                                   | 5 listopada 1960    | 2 grudnia 1967       |
| 12  | Horacio Arturo Gómez Dávila              | biskup pomocniczy La Rioja (Argentyna)                                          | 3 lipca 1968        | 15 września 1974     |
| 13  | Enzo Ceccarelli Catraro SDB              | wikariusz apostolski Puerto Ayacucho (Wenezuela)                                | 5 października 1974 | 23 października 1989 |
| 14  | Vlado Košić                              | biskup pomocniczy Zagrzebu (Chorwacja)                                          | 29 grudnia 1998     | 5 grudnia 2009       |
| 15  | Rafael Biernaski                         | biskup pomocniczy Kurytyby (Brazylia)                                           | 10 lutego 2010      | 26 kwietnia 2015     |
| 16  | Nuno Almeida                             | biskup pomocniczy Bragi (Portugalia)                                            | 25 listopada 2015   | 19 maja 2023         |
| 17  | Alejandro Musolino SDB                   | biskup pomocniczy Córdoby (Argentyna)                                           | 11 sierpnia 2023    |                      |